# وایومینگ (پنسیلوانیا)
وایومینگ (به انگلیسی: Wyoming) یک منطقهٔ مسکونی در ایالات متحده آمریکا است که در شهرستان لوزرن، پنسیلوانیا واقع شده‌است. وایومینگ ۴٫۰۳ کیلومتر مربع مساحت دارد.